# Невозвращенцы
Невозвраще́нцы — просторечное название граждан стран социалистического лагеря, а также подданных Российской империи или других государств, отказавшихся вернуться в страну из легальных заграничных поездок или командировок по всевозможным причинам.
Официальное название явления в Советском Союзе 1930-х годов: «Бегство во время пребывания за границей». Невозвращенство является формой бегства, то есть эмиграции из страны с тоталитарным или «разрешительным» миграционным режимом, определяющим такое действие в качестве якобы нелегального, но обычно вопреки официальной поддержке прав человека на уровне конституции и международных соглашений.

## История

### Допетровское время
В допетровское время правительство Московского царства принимало меры к ограничению выезда за границу. На всех столбовых дорогах, ведущих в западном направлении, были установлены заставы, проверявшие наличие у проезжающих разрешения на выезд. Разрешение (проездная грамота) выдавалось только по заявлению (челобитной) на царское имя. По Соборному Уложению 1649 года случаи незаконного выезда рассматривались как серьёзное преступление. Вернувшийся из такой поездки человек, несмотря на чин, подвергался допросу с пристрастием. Если целью выезда оказывался коммерческий интерес, назначалось наказание в виде битья кнутом; в случае политических мотивов полагалась смертная казнь. По мнению американского историка Ричарда Пайпса, подобная строгость объяснялась опасением потери как служилых людей, так и доходов царской казны.
Несмотря на принимаемые суровые меры, случаи невозвращения были нередки. Так, из всей группы молодых дворян, посланных Борисом Годуновым на учение в Европу (Англию, Францию и Германские государства), в Россию не вернулся ни один.

### XIX век
Упоминание о невозвращении российских подданных содержится в мемуарах участника войны с наполеоновской Францией артиллерийского офицера А. М. Барановича.
После возвращения из европейского похода русская армия недосчиталась сорока тысяч нижних чинов, «о возврате которых Государь Александр и просил короля Людовика XVIII», однако король просьбу императора исполнить не мог «за утайкою французами беглецов, и потому ни один не возвратился».
Градоначальник Москвы генерал граф Фёдор Ростопчин возмущённо писал своей жене:

…До какого падения дошла наша армия, если старик унтер-офицер и простой солдат остаются во Франции, а из конно-гвардейского полка в одну ночь дезертировало 60 человек с оружием в руках и лошадьми. Они уходят к фермерам, которые не только хорошо платят им, но ещё отдают за них своих дочерей.
Сам Фёдор Ростопчин с 1814 года и почти до конца своей жизни прожил в Париже. Своего друга, бывшего российского посла в Лондоне Семёна Воронцова он просил помочь приобрести английское подданство:

…Сделайте же мне одолжение, устройте, чтобы я имел какой-либо знак английского уважения, шпагу, вазу с надписью, право гражданства.
Среди российской интеллигенции XIX века «первым интеллигентом-невозвращенцем» часто называется Владимир Сергеевич Печерин.

## СССР
Легальный выезд из СССР ограничивался властями, поэтому «бегство во время пребывания за границей» стало распространённым способом эмиграции.
Законодательно определение «невозвращенства» в СССР было сформулировано в 1929 году в связи с принятием постановления Президиума ЦИК СССР «Об объявлении вне закона должностных лиц — граждан СССР за границей, перебежавших в лагерь врагов рабочего класса и крестьянства и отказывающихся вернуться в Союз ССР».
Лицо, отказавшееся вернуться, объявлялось вне закона. Признание лица вне закона согласно ст. 4 этого постановления производилось Верховным Судом СССР и влекло за собой конфискацию всего имущества осуждённого и расстрел через 24 часа. Этот закон имел обратную силу (ст. 6), то есть распространялся и на всех тех должностных лиц — граждан СССР, кто не вернулся в СССР из-за границы ещё до принятия закона.

…численность невозвращенцев увеличилась более чем вдвое и составила, согласно справке, препровожденной 5 июня 1930 года в ЦКК старшим уполномоченным ИНО ОГПУ Х. Я. Рейфом, 277 человек, из которых 34 являлись коммунистами. Причем, если в 1921 г. было зарегистрировано всего 3 невозвращенца (в том числе 1 коммунист), в 1922 г. — 5 (2), в 1923 г. — 3 (1) и в 1924 г. — 2 (0)…
До 1960 года измена Родине составляла содержание статьи 58-1а Особенной части Уголовного кодекса РСФСР, введённой в действие постановлением ЦИК СССР 8 июня 1934 года:

Измена Родине, то есть действия, совершённые гражданами Союза ССР в ущерб военной мощи Союза ССР, его государственной независимости или неприкосновенности его территории, как то: шпионаж, выдача военной или государственной тайны, переход на сторону врага, бегство или перелёт за границу, караются высшей мерой уголовного наказания — расстрелом с конфискацией всего имущества, а при смягчающих обстоятельствах — лишением свободы на срок 10 лет с конфискацией всего имущества.
Понятие Родины здесь синонимично государству, так как за «измену Родине» были осуждены (в частности, при Сталине) многие люди, родившиеся вне Российской империи либо СССР в тогдашних границах.
В случае побега или перелёта за границу военнослужащего по статье 58-1в наказывались члены его семьи.
В Уголовном кодексе РСФСР от 1960 года, «Измена Родине» выделена в отдельную 64-ю статью:

Измена Родине, то есть деяние, умышленно совершённое гражданином СССР в ущерб суверенитету, территориальной неприкосновенности или государственной безопасности и обороноспособности СССР: переход на сторону врага, шпионаж, выдача государственной или военной тайны иностранному государству, бегство за границу или отказ возвратиться из-за границы в СССР, оказание иностранному государству помощи в проведении враждебной деятельности против СССР, а равно заговор с целью захвата власти, — наказывается лишением свободы на срок от десяти до пятнадцати лет с конфискацией имущества и со ссылкой на срок от двух до пяти лет или без ссылки или смертной казнью с конфискацией имущества.
Согласно отчетам КГБ, направляемым в ЦК КПСС, в 1975 г. количество «невозвращенцев» составило 27 чел., в 1976 г. — 34 чел., в 1977 г. — 18 чел., в 1980 г. — 35 чел., в 1981 г. — 29 чел. и в 1982 г. — 46 чел. .
Для уменьшения риска того, что советский гражданин станет «невозвращенцем», не приветствовался совместный выезд за рубеж обоих супругов, особенно в краткосрочные поездки. Если советский гражданин все же становился «невозвращенцем», то с целью склонения его к возвращению на Родину использовались его родственные связи (например, так было с писателем Александром Чейшвили, в отношении которого этот способ оказался неэфективным).

## В культуре
- Повесть Александра Кабакова 1989 года.
- Советский художественный фильм 1991 года по одноимённой повести Александра Кабакова.
- Фильм «Москва на Гудзоне».
- Фильм «Рейс 222». Сюжет фильма основан на подлинной истории артистов балета Александра Годунова и Людмилы Власовой.
- фильм «Белые ночи», 1985